# 蒲刈港
蒲刈港（かまがりこう）は、広島県呉市下蒲刈町および呉市蒲刈町にある地方港湾。港湾管理者は広島県。。下蒲刈島および上蒲刈島の接岸施設のほとんどは蒲刈港に含まれる。（原漁港、大地蔵漁港、県民の浜桟橋を除く）

狭義では、上蒲刈島西部の向港を指す場合がある。
2000年1月に安芸灘諸島連絡架橋1号橋の安芸灘大橋が開通すると、多くの定期航路が廃止された。さらに、2008年11月18日に、上蒲刈島～豊島間に3号橋の豊島大橋が開通したため、定期航路は全てなくなった。

## 施設
東から順に記載。いずれも現在では漁港としての性格が強い。

### 上蒲刈島の施設
いずれも、現在定期航路はない。
- 大浦港
  - 2002年10月に現在地に移転し、車両の乗降が可能となったが、2008年11月18日をもって運用中止。

移動店舗のうどん屋が存在した。現在、このうどん屋は広島県道287号上蒲刈島循環線原トンネル東口付近に移転して営業中。
- 宮盛港
- 田戸港： 瀬戸内産交バス／さんようバスの全便（広島バスセンター発着系統除く）がフェリー乗り場跡まで乗り入れる。また田戸港を始発とする瀬戸内産交バス便も多少ある。
- 向港： 瀬戸内産交バスが、1日3便だけ乗り入れる。
  - 2004年6月1日、向港ふ頭と向みなと交流館が、みなとオアシスに仮登録された[2]。

### 下蒲刈島の施設
いずれも、現在定期航路はない。
- 三之瀬港： かつて潮待ちの港として栄え、福島正則によって江戸時代に構築された雁木が今も残る。蘭島閣美術館に近い。
- 丸谷港
- 見戸代港： 瀬戸内産交バス／さんようバスの全便が乗り入れる。フェリーターミナルであったころの大規模な駐車場を利用して、バスとのパーク・アンド・ライドが行われている。（安芸灘大橋有料道路の通行料金は、普通車700円／軽自動車等550円と決して安くはない）

## 航路
現在、定期航路はない。

### かつて存在した航路

#### 安芸灘大橋開通に伴い廃止（2000年1月）
- 山陽商船
  - カーフェリー（仁方～田戸～宮盛～大浦～豊島～立花～久比～大長）
  - 高速船（仁方～田戸～宮盛～大浦～豊島～立花～久比～大長～岡村～今治）
- 蒲刈フェリー（カーフェリー、田戸～川尻、最終便のみ 田戸～仁方）

かつては山陽商船が運航していたが、1980年代後半に分社化。
- 安芸汽船（カーフェリー・高速船、仁方～見戸代～丸谷～三之瀬～向）

※向港は、船内放送では「蒲刈港」として案内されていた。

#### 2000年～2008年の間に廃止
- 山陽商船
  - カーフェリー（田戸～豊島～立花） ※安芸灘大橋開通後、大浦港整備（2002年10月）までの短期間のみ就航。
  - 高速船（仁方～宮盛～豊島～久比～大長）

2007年6月30日まで運航していたが、同日をもって運航終了し、翌日よりせと観光ボートに事業譲渡した。
- 広今あきなだ高速（高速船、広島～呉～宮盛～豊島～久比～大長～今治）

#### 豊島大橋開通に伴い廃止（2008年11月）
- 山陽商船（カーフェリー、大浦～豊島～立花）
- 斎島汽船（高速船、大浦～豊島～立花～大浜～斎島）

2008年11月19日以降は大浦港へ寄港しなくなった。
- せと観光ボート（高速船、仁方～宮盛～豊島～久比～大長～今治）

2007年7月1日より、山陽商船から事業承継、ならびに今治まで延長した航路。2008年11月19日以降は川尻～豊島～久比～大長～今治の経路となり、宮盛港に寄港しなくなった。

## その他
- 瀬戸内産交バスが県民の浜まで直通しなくなったため、県民の浜へバスで向かう場合、大浦港などで島内生活バス（ひまわり交通、旧・蒲刈町営バス）と乗り換えする必要がある。
- 2008年11月18日の斎島汽船最終便には、バラエティ番組収録のためマギー審司が乗船した。